# Drakengard 2
Drakengard 2, відома в Японії як Drag-On Dragoon 2: love red, ambivalence black,   — це рольова відеогра-бойовик, розроблена Cavia та видана Square Enix в Японії та Ubisoft на всіх інших територіях для консолі PlayStation 2. Це друга частина серії Drakengard, дія якої відбувається після подій оригінальної Drakengard : історія обертається навколо Нове, хлопчика, вихованого драконом Леґною, який бореться проти тиранічної фракції лицарів, стикається з персонажами з попередньої гри та вплутується в долю світу.
Як і в оригіналі, Drakengard 2 поєднує в собі пішохідний хак і слеш з етапами повітряних боїв і рольовою механікою. Продюсер, сценарист і дизайнер персонажів попередньої гри повернулися до своїх ролей. Гру було розроблено як більш масову, з огляду на темну естетику та історію попередньої гри. До кінця 2005 року було продано 206 000 копій гри. Західні рецензії хвалили історію, але висловлювали неоднозначні думки про графіку та широко критикували ґеймплей. Спін-офф серії, Nier, був випущений у 2010 році, тоді як третя частина у серії, Drakengard 3, був випущений у грудні 2013 року в Японії та травні 2014 року в Північній Америці та Європі.

## Розробка
Drakengard 2 було анонсовано в грудні 2004 року Продюсер Такамаса Шиба та дизайнер персонажів Кіміхіко Фудзісака повернулися до команди разом із актором Шінносуке Ікехата, який озвучив дракона Анґелуса та його партнера Каїма в попередній грі.  Оригінальний режисер, Йоко Таро, спочатку запропонував космічну пригоду за участю драконів, але це було відбраковано на ранній стадії розробки. Йоко не брав участі у створенні сюжету, як це було в Drakengard, будучи здебільшого пов’язаним з іншим проєктом, хоча він міг спостерігати за прогресом. Він і режисер Drakengard 2 ' Ясуї страждали від творчих розбіжностей, в результаті чого Йоко назвала їхні стосунки в проєкті історією «кохання-ненависті» в інтерв’ю 2013 року. Їхні стосунки надихнули одну з історій, створених для внутрішньоігрової зброї. Йоко врешті-решт залучили доволі пізно у виробництві гри, щоб виконувати роль відеоредактора для CGI роликів і трейлерів.   Катсцени були створені Studio Anima.  В акторському складі гри було кілька кіно- та телевізійних акторів, у тому числі Рьо Кацудзі, Сакі Айбу, Коюкі та ветеран акторства Йошіо Харада. 
Одним із рішень, які прийняв Ясуі, було зробити Drakengard 2 набагато яскравішою, ніж попередня гра, бажаючи зробити щось, що було б «протилежним» Drakengard .  На відміну від попередньої гри, ця містила набагато менше зрілих тем. Шиба, виступаючи в інтерв’ю 2013 року, сказав, що причиною цього було те, що Square Enix, японський видавець компанії, хотів пом’якшити цей аспект, щоб зробити більш масову гру.  Вона була розроблена, щоб зберегти деяку темну естетику від свого попередника, з темою аморальності попередньої гри як однією з ключових тем персонажів і оповіді, а також темами війни та смерті. Серед інших досліджуваних тем були любов і ненависть, а також амбівалентність, представлена в поширених у світі фракціях (Лицарі Печатки та Культ Спостерігачів). Основними аспектами історії були стосунки між батьком і сином, між Нове та Леґною, а також те, як Манах дорослішав після подій у Дракенґарді .   Щоб популяризувати гру в Японії, Фудзісака створив легку жартівливу рекламу під назвою Angelegna, посилаючись на оригінальні імена двох персонажів-драконів.  У той час як Square Enix опублікувала назву в Японії, вони уклали угоду з розробником і видавничою компанією Ubisoft, щоб випустити її за кордоном.  Локалізацією гри займалася також Ubisoft. 

### Музика
Саундтрек до Дракенґард 2 створили Рьокі Мацумото та Аої Йосікі під наглядом Нобуйоші Сано, який працював над музикою Drakengard і виконував роль звукорежисера гри.   Катсцени  були написані Масасі Яно.  Через критику його роботи над першою грою Шиба попросив Сано залучити сторонню допомогу для створення саундтреку до другої гри: Мацумото було залучено через його роботу над піснями «Yuki no Hana» та «Tsuki no Shizuku», а Йошікі — на прохання Мацумото.  Саундтрек був розроблений таким чином, щоб поєднати джей-поп і звичайну музику з відеоігор.  Головну пісню гри в Японії «Hitori» виконалв Міка Накасіма, який також працював саундпродюсером.   Темою пісні для випуску гри англійською мовою була «Growing Wings», локалізована версія пісні першої гри, яку співала Карі Волгрен . 

## Оцінки
| Агрегатор  | Оцінка |
| ---------- | ------ |
| Metacritic | 58/100 |

| Видання        | Оцінка |
| -------------- | ------ |
| 1Up.com        | D+     |
| Eurogamer      | 6/10   |
| Famitsu        | 30/40  |
| GameSpot       | 7/10   |
| GameTrailers   | 6.2/10 |
| IGN            | 6.3/10 |
| VideoGamer.com | 5/10   |

Drakengard 2 добре продавався в Японії. Ubisoft вважала гру хітом в Японії, продавши 100 000 одиниць за перший тиждень і досягнувши 170 000 одиниць продажів до кінця місяця, ставши другою найбільш продаваною грою червня після GBA порту Mushiking: King of the Beetles від Sega. Зрештою до кінця 2005 року було продано трохи більше 206 000 примірників. Пізніше гру було перевипущено як частину серії Ultimate Hits від Square Enix, перевидання найпопулярніших ігор.  Drakengard 2 отримав оцінку 30/40 від японського ігрового журналу Famitsu .  За даними агрегатора оглядів відеоігор Metacritic, гра отримала «середні» відгуки. 
Сюжет отримав змішані та позитивні відгуки. Ед Льюїс з IGN сказав, що історія «чудово [продовжує] химерний і фантастично середньовічний світ, створений в оригінальній грі», а Грег Мейллер з GameSpot назвав її «Цікавою [...] з великою кількістю поворотів».  Саймон Паркін з Eurogamer назвав історію дуже хорошою, хоча він вважав «трохи нудотним спостерігати, як розгортається важкий, похмурий (і досить гарний) сюжет». Адам Джарвіс з VideoGamer.com назвав історію «однією з найцікавіших частин». Рецензент 1UP назвав «явну приховану течію «можливо, хороші хлопці — це погані»» однією з головних причин продовжувати грати в гру.  На противагу цьому рецензент GameTrailers назвав це «захоплюючим сюжетом RPG», де гравці можуть «передбачити майже кожен поворот сюжету, який гра кидає [їм]».
Графіка отримала змішані відгуки. Льюїс назвав її «цікавішою, ніж перша гра, але незначно»,  а Мейллер назвав їх «застарілою», з середовищем, що здається «м’яким і сірим, а вороги [виглядають] типовими».  Рецензент GameTrailers похвалив анімацію персонажів, але назвав середовище невиразним і вважав, що було занадто мало FMV і забагато роликів, керованих ігровим движком, що він назвав «жахливим». Паркін розкритикував графічні можливості гри, зазначивши, що гравці «перестануть дивитися на головний екран, щоб зосередитися на маленькій карті в кутку, щоб направити вашого персонажа до ворожих червоних крапок, які матеріалізуються лише за кілька секунд до того, як ви візьмете мечі». Джарвіс сказав, що вона не покращилася порівняно з попередньою грою, і назвав кольори «дуже каламутними, сірими та темними». 1UP сказав, що графіка «[не] відповідає візуальній якості інших ігор Cavia, таких як Ghost in the Shell: Stand Alone Complex [або] Naruto: Uzumaki Ninden ». 
Ґеймплей піддався повній критиці. Паркін назвав ігровий процес битви «легким», а баланс між наземним і повітряним боєм поганим, незважаючи на хорошу систему вирівнювання персонажів , тоді як Льюїс описав його як відсутність стратегії, з грою, яка «просто скидає більш нудних ворогів, через яких потрібно пробиратися».  GameTrailers сказав, що «тут немає нічого нового», тоді як Мейллер назвав це «в кращому випадку нудним і в гіршому — розчаруванням». 1UP сказав, що на бій «майже нудотно дивитися», хоча він вказав елементи рольової гри як перевагу. Джарвіс просто назвав ігровий процес «Саме, те ж саме старе», посилаючись на це як на головний недолік гри. 

## Спадщина
У вересні 2013 року Тім Роджерс з Kotaku створив почесну згадку про гру як одну з найкращих ігор на PS2. Роджерс похвалив механіку парирування та атмосферу гри. У рік виходу в Японії гра отримала новелу, написану Емі Нагасімою під псевдонімом Джун Ейсіма. Йоко та Шиба знову об’єдналися, щоб створити ще одну гру в серії, але згодом це розвинулося в Nier, спін-офф п’ятої кінцівки першої гри. Після звільнення Nier була поглинена AQ Interactive , а потім Йоко пішов, ставши фрілансером
. Спроба Шиби розпочати розробку третьої гри Drakengard в AQ Interactive була невдалою. Зрештою Drakengard 3 був представлений у 2013 році, коли Шиба, Йоко та Фуджісака повернулися до своїх колишніх ролей, історія продовження розгорталася до оригінальної гри . І Шиба, і Йоко висловили свою готовність продовжити серію на консолях наступного покоління, якщо буде достатньо продажів і коштів, тоді як Йоко також висловив зацікавленість у створенні другого спін-оффу, хоча він не уточнив, чи відбуватиметься він у світі Nier чи ні.  

## Референси
1. 1 2  Cavia (10 липня 2006). Drakengard 2. Т. PlayStation 2. Square Enix. Scene: Credits.
2. ↑  Cavia Inc. Line-Up. Cavia Inc. Архів оригіналу за 12 травня 2008.
3. ↑  Gantayat, Anoop (15 грудня 2004). Drakengard Sequel. IGN. Процитовано 4 січня 2014.
4. 1 2  『ドラッグ オン ドラグーン3』キャラデザ担当の藤坂公彦氏と柴貴正Pのロングインタビューをお届け. Famitsu. 2 вересня 2013. Процитовано 12 грудня 2013.
5. 1 2  『ドラッグオンドラグーン2』の完成披露会が開催！. Famitsu. 2 червня 2005. Процитовано 13 грудня 2013.
6. 1 2  Drag-On Dragoon 2: Staff Comment. Drag-On Dragoon 2 Website. 27 травня 2005. Архів оригіналу за 4 червня 2009. Процитовано 22 червня 2015.
7. 1 2  『ドラッグ オン ドラグーン』シリーズ座談会、佳境へ。ヨコオタロウが暴く『DOD2』安井ディレクターの心の闇＆『ニーア』反省話. Dengeki Online. 22 квітня 2013. Архів оригіналу за 3 березня 2016. Процитовано 9 березня 2014.
8. ↑  ドラッグ オン ドラグーン2 封印の紅、背徳の黒 (яп.). Studio Anima. Архів оригіналу за 1 листопада 2009. Процитовано 6 квітня 2019.
9. ↑  前作に続き『ドラッグオンドラグーン2』も豪華キャスト！ピーター、小雪らが出演. Dengeki Online. 16 лютого 2005. Процитовано 5 січня 2014.
10. ↑  Yoon, Andrew (18 жовтня 2013). Drakengard 3 trying to avoid 'formulaic' JRPG tropes with its dark setting. Shacknews. Процитовано 11 листопада 2013.
11. ↑  『ドラッグ オン ドラグーン3』キャラデザ担当・藤坂氏インタビュー。伝説の学園恋愛ゲーム化企画"エンジェレグナ"もチラリ【電撃DOD3】. Dengeki Online. 5 вересня 2013. Процитовано 13 квітня 2014.
12. 1 2  Ubisoft and Square Enix Deliver DRAKENGARD 2 To North America and Europe. Ubisoft. 16 листопада 2005. Архів оригіналу за 11 грудня 2013. Процитовано 11 грудня 2013.
13. ↑  Thew, Geoff (26 березня 2014). A Look Back at Ubisoft's JRPGs. Hardcore Gamer. Архів оригіналу за 4 квітня 2014. Процитовано 26 квітня 2014.
14. ↑  Wilson, Mark (2005). Drag-on Dragoon 2 OST. RPGFan. Архів оригіналу за 2 квітня 2014. Процитовано 4 січня 2014.
15. 1 2  Schweitzer, Ben. Drag-on Dragoon 2 Original Soundtrack :: Liner Notes Translated by Ben Schweitzer. Square Enix Music. Архів оригіналу за 10 грудня 2013. Процитовано 15 лютого 2014.
16. ↑  Bullet Witch / Staff Blog / 2006年6月 (яп.). Bullet Witch Official Blog. Архів оригіналу за 28 травня 2007. Процитовано 6 червня 2017.
17. ↑  "融合"をテーマにした『ドラッグオンドラグーン2』のサウンドトラックが7月20日発売. Dengeki Online. 8 липня 2005. Процитовано 5 січня 2014.
18. ↑  Dunham, Jeremy (21 березня 2005). Pop Hottie for Drakengard 2. IGN. Процитовано 4 січня 2014.
19. ↑  シリーズ最新作『ドラッグオンドラグーン2』の主題歌を歌うのはあの中島美嘉さん！. Dengeki Online. 18 березня 2005. Процитовано 5 січня 2014.
20. ↑  Square Enix Music Online :: Drakengard 2 - Growing Wings. Square Enix Music. Архів оригіналу за 1 березня 2014. Процитовано 1 березня 2014.
21. ↑  Drakengard 2 for PlayStation 2 Reviews. Metacritic. Архів оригіналу за 24 березня 2014. Процитовано 6 січня 2013.
22. ↑  1Up staff (17 лютого 2013). Drakengard 2 Review for PS2. 1UP.com. Архів оригіналу за 11 грудня 2013. Процитовано 11 грудня 2013.
23. ↑  Parkin, Simon (13 березня 2006). Drakengard 2 Review. Eurogamer. Процитовано 14 листопада 2013.
24. ↑  ドラッグ オン ドラグーン2 封印の紅、背徳の黒 [Drag-On Dragoon 2: Sealed Red, Immoral Black]. Famitsu. Архів оригіналу за 20 вересня 2013. Процитовано 3 травня 2014.
25. ↑  Mueller, Greg. Drakengard 2 review. GameSpot. Архів оригіналу за 15 лютого 2014. Процитовано 14 листопада 2013.
26. ↑  Drakengard 2 review. GameTrailers. 6 липня 2006. Процитовано 4 січня 2014.
27. ↑  Lewis, Ed (16 лютого 2006). Drakengard 2. IGN. Процитовано 14 листопада 2013.
28. ↑  Jarvis, Adam (13 березня 2006). Drakengard 2 Review for PS2. VideoGamer.com. Архів оригіналу за 22 лютого 2014. Процитовано 15 лютого 2014.
29. ↑  Gamespot Staff (12 червня 2005). DS beating PS2 in Japan. GameSpot. Архів оригіналу за 29 березня 2014. Процитовано 29 березня 2014.
30. ↑  GEIMIN.NET／2005年テレビゲームソフト売り上げTOP500 (яп.). Geimin.net. Архів оригіналу за 28 грудня 2014. Процитовано 5 січня 2014.
31. ↑  9月発売の「アルティメット ヒッツ」は『DC -FF7-』など3本！. Dengeki Online. 10 липня 2008. Процитовано 15 грудня 2013.
32. ↑  Tim Rogers (1 вересня 2013). These Were My 8 Favorite PS2 Games. Kotaku. Процитовано 17 жовтня 2013.
33. ↑  Eishima, Jun (30 вересня 2005). Drag-On Dragoon 2: Sealed Red, Immoral Black (яп.). Tokyo: Square Enix. ISBN 978-4-7575-1086-9.
34. ↑  Sato (5 травня 2013). Drakengard 3 Producer And Creative Director Explain How The Game Came To Be. Siliconera. Процитовано 9 жовтня 2013.
35. ↑  Quillen, Dustin (13 липня 2010). Nier Developer Cavia is No More. 1UP.com. Архів оригіналу за 5 липня 2011. Процитовано 13 липня 2011.
36. ↑  Gantayat, Anoop (4 листопада 2010). NieR Director Quits Cavia/AQi. IGN. Процитовано 14 листопада 2013.
37. ↑  結果的に新情報満載 『ドラッグ オン ドラグーン3』開発者インタビュー. Famitsu. 4 квітня 2013. Процитовано 10 грудня 2013.
38. ↑  Phillips, Tom (4 березня 2013). Deadly Premonition developer making Drakengard 3. Eurogamer. Процитовано 9 жовтня 2013.
39. ↑  Hawkins, Matt (13 жовтня 2013). Drakengard 3 Connects To Nier, Will Have A Balance Between Darkness And Humor. Siliconera. Процитовано 10 грудня 2013.
40. ↑  Ashcraft, Brian (6 січня 2014). Drakengard 3's Director Is Keen for Drakengard 4. Kotaku. Процитовано 25 травня 2014.

## Зовнішні посилання
- Сторінка Ubisoft
- Сторінка Square Enix